# Tyro (Carolina del Norte)
Tyro es un lugar designado por el censo del condado de Davidson  en el estado estadounidense de Carolina del Norte.